# Algebra Liego
Algebra Liego – przestrzeń wektorowa nad ciałem liczb rzeczywistych lub zespolonych i jednocześnie algebra, w której zdefiniowano mnożenie elementów zwane nawiasem Liego (patrz niżej). Algebry Liego są związane z grupami Liego.
Elementy bazy algebry Liego nazywa się generatorami grupy Liego – za pomocą których można obliczyć dowolny element grupy Liego poprzez eksponentę. Każdej grupie Liego odpowiada algebra Liego i odwrotnie. Odpowiedniość ta pozwala badać grupy Liego za pomocą badania algebr Liego.
Wymiar algebry Liego jest równy liczbie niezależnych generatorów.
Rzeczywistą algebrą Liego nazywa się algebrę Liego, jeśli jest przestrzenią wektorową określoną nad ciałem liczb rzeczywistych (analogicznie definiuje się zespoloną algebrę Liego).
Każda algebra Liego może być reprezentowana za pomocą zbioru macierzy kwadratowych. Dany wybór macierzy nazywa się reprezentacją algebry Liego. Przy tym zachodzi wzajemnie jednoznaczna odpowiedniość pomiędzy algebrą a jej reprezentacją zwana homomorfizmem: jest to wzajemnie jednoznaczne przyporządkowanie elementów algebry macierzom kwadratowym, zachowujące przy tym działania dodawania i mnożenia. Wybór wymiaru macierzy jest przy tym dowolny – stąd istnieje wiele możliwych reprezentacji danej algebry. Algebry Liego oraz ich reprezentacje są używane w fizyce, w szczególności w mechanice kwantowej i fizyce cząstek elementarnych. Mają też zastosowanie w szukaniu rozwiązań układów równań nieliniowych itd.
Nazwa algebr pochodzi od Sophusa Lie. Dawniej nazywano je grupami infinitezymalnymi.

## Definicja
Algebra Liego nad ciałem {\displaystyle K} (zwykle {\displaystyle K=\mathbb {C} } lub {\displaystyle K=\mathbb {R} }) to przestrzeń liniowa {\displaystyle X} nad ciałem {\displaystyle K} w której dodatkowo określone jest działanie dwuargumentowe {\displaystyle [\cdot ,\cdot ]\colon X\times X\to X,} nazywane nawiasem Liego, spełniające dla dowolnych {\displaystyle x,y,z\in X} i {\displaystyle \alpha ,\beta \in K} następujące warunki:
- dwuliniowość:
{\displaystyle [\alpha x+\beta z,y]=\alpha [x,y]+\beta [z,y],}
{\displaystyle [x,\alpha y+\beta z]=\alpha [x,y]+\beta [x,z],}
- antysymetryczność:
{\displaystyle [x,y]=-[y,x],}
- tożsamość Jacobiego:
{\displaystyle \left[x,[y,z]\right]+\left[y,[z,x]\right]+\left[z,[x,y]\right]=0.}

## Przykłady

### Przestrzenie wektorowe
- Wektory przestrzeni {\displaystyle \mathbf {R} ^{n}} z nawiasem Liego zdefiniowanym tak, że dla dowolnych wektorów zeruje się, tj. {\displaystyle [a,b]=0} tworzą algebrę Liego. Dowód: w każdym z warunków, jakie ma spełniać mnożenie otrzyma się tożsamość, gdyż każdy nawias Liego występujący tam zeruje się.

- Macierze kwadratowe {\displaystyle n\times n} o elementach rzeczywistych, z nawiasem Liego będącym komutatorem macierzy, tj.[1]
{\displaystyle \left[A_{1},A_{2}\right]\equiv A_{1}A_{2}-A_{2}A_{1}}

tworzą algebrę Liego pełnej grupy liniowej {\displaystyle GL(n,\mathbf {R} )} macierzy odwracalnych (tj. takich, dla których wyznacznik {\displaystyle \neq 0})
- Macierze antyhermitowskie wymiaru {\displaystyle n\times n} tworzą rzeczywistą algebrę Liego {\displaystyle u(n)} z nawiasem Liego zadanym przez komutator macierzy i tworzy rzeczywistą algebrę Liego dla grupy macierzy unitarnych {\displaystyle U(n).}

### Podprzestrzenie
- W ogólnej liniowej algebrze Liego {\displaystyle gl(n,F)} zawarta jest specjalna liniowa algebra Liego {\displaystyle sl(n,F)} złożona z macierzy o śladzie równym zeru.

### Grupy macierzy rzeczywistych
Każda grupa Liego {\displaystyle G} definiuje powiązaną z nią algebrę Liego {\displaystyle g=Lie(G).} Zależność ogólna jest nieco złożona, ale w przypadku macierzy rzeczywistych / zespolonych może być sformułowana poprzez eksponentę macierzy: algebrę Liego {\displaystyle g} tworzą te macierze {\displaystyle X,} dla których {\displaystyle \exp(tX)} jest macierzą należącą do grupy {\displaystyle G} dla wszystkich liczb {\displaystyle t} rzeczywistych / zespolonych.

## Przykłady nawiasów Liego

### Nawias równy zero
Dowolna przestrzeń wektorowa, w której zdefiniujemy nawias Liego dla wszystkich elementów jako równy zero, tj.
{\displaystyle [a,b]=0}
jest algebrą Liego. Taka algebra Liego jest przemienna (abelowa).

### Iloczyn wektorowy
Jako nawias Liego w przestrzeni wektorowej {\displaystyle \mathbb {R} ^{3}} przyjmujemy iloczyn wektorowy elementów, tj.
{\displaystyle [a,b]=a\times b.}
Łatwo sprawdzić, że iloczyn wektorowy spełnia warunki definicji nawiasu Liego.

### Komutator
Algebrą Liego jest dowolna algebra łączna i taka, w której nawias Liego jest zdefiniowany jako komutator, tj.
{\displaystyle [a,b]=ab-ba.}
Komutator spełnia wszystkie warunki definicji nawiasu Liego.

## Algebry Liego grup macierzy rzeczywistych
W przypadku algebry Liego określonej na grupie macierzy wymiaru n nawias Liego jest zadawany przez komutator macierzy {\displaystyle \left[A_{1},A_{2}\right]=A_{1}A_{2}-A_{2}A_{1}.} Zauważmy, że komutator też jest macierzą wymiaru n.
Grupy macierzy tworzące algebry Liego:
- grupy macierzy odwracalnych {\displaystyle \operatorname {GL} (n,R)} nad pierścieniem {\displaystyle R} łącznym z jedynką,
- grupy macierzy specjalnych odwracalnych {\displaystyle \operatorname {SL} (n,R)} (o wyznaczniku 1),
- grupy macierzy ortogonalnych {\displaystyle \operatorname {O} (n),}
- grupy macierzy specjalnych ortogonalnych {\displaystyle \operatorname {SO} (n)} (o wyznaczniku 1),

## Algebry Liego grup macierzy o elementachzespolonych
1) algebra {\displaystyle {\mathfrak {l}}(n,\mathbb {C} )}
– zbiór wszystkich macierzy kwadratowych wymiaru {\displaystyle n\times n} o elementach zespolonych,
2) algebra {\displaystyle {\mathfrak {sl}}(n,\mathbb {C} )}
– zbiór macierzy zespolonych o śladzie równym zeru; podalgebra algebry {\displaystyle {\mathfrak {l}}(n,\mathbb {C} ),}
3) algebra {\displaystyle {\mathfrak {u}}(n,\mathbb {C} )}
– zbiór macierzy antyhermitowskich; podalgebra algebry {\displaystyle {\mathfrak {l}}(n,\mathbb {C} ),}
4) algebra {\displaystyle {\mathfrak {su}}(n,\mathbb {C} )}
– podalgebra algebry {\displaystyle {\mathfrak {l}}(n,\mathbb {C} ),} będąca przecięciem dwóch powyższych,
5) algebra {\displaystyle {\mathfrak {so}}(n,\mathbb {R} )}
– algebra antysymetrycznych macierzy kwadratowych wymiaru {\displaystyle n} o elementach rzeczywistych, w szczególności z antysymetryczności wynika, że ślad tych macierzy jest równy zeru.

## Generatory algebry i jej wymiar. Stałe struktury
(1) Generatorami algebry Liego nazywa się zbiór liniowo niezależnych elementów {\displaystyle G_{a},a=1,2,\dots ,n,} takich że każdy element {\displaystyle x} algebry wyraża się poprzez kombinację liniową generatorów, tj. {\displaystyle x=\sum _{a=1}^{n}x^{a}G_{a},} przy czym współczynniki {\displaystyle x^{a}} są liczbami.
Generatory tworzą więc bazę przestrzeni liniowej.
Generatory pozwalają też utworzyć dowolny element X grupy Liego, związanej z daną algebrą Liego, poprzez obliczenie eksponenty
{\displaystyle X=e^{ix}=e^{i\sum _{a=1}^{n}x^{a}G_{a}}.}
(2) Wymiar algebry Liego jest równy maksymalnej liczbie liniowo niezależnych generatorów.
(3) Zbiór generatorów charakteryzują warunki komutacyjne,, tj. komutator dowolnych dwóch generatorów jest liniową kombinacją wszystkich generatorów
{\displaystyle [G_{a},G_{b}]=\sum _{c=1}^{n}f_{abc}\,G_{c},\quad a,b=1,2,\dots ,n}
przy czym współczynniki {\displaystyle f_{ijk}} są liczbami – nazywa się je stałymi struktury algebry Liego. Algebra o wymiarze {\displaystyle n} ma {\displaystyle n^{3}} stałych struktury.
(4) Dobór generatorów nie jest unikalny (podobnie jak dobór bazy przestrzeni wektorowej). Unikalność danej algebry jednoznacznie charakteryzują stałe struktury.
(5) Jeżeli wszystkie komutatory są równe zeru, to algebra jest grupą abelową (przemienną).

## Przykłady algebr Liego i ich generatorów

### Algebra Heisenberga H3(R)
(a) Jest to 3-wymiarowa algebra Liego o generatorach {\displaystyle x,y,z} oraz nawiasach Liego zdefiniowanych następująco:
{\displaystyle [x,y]=z,\quad [x,z]=0,\quad [y,z]=0.}
(b) W przestrzeni macierzy 3×3 generatory te są reprezentowane przez górnotrójkątne macierze:
{\displaystyle x=\left({\begin{array}{c}0&1&0\\0&0&0\\0&0&0\end{array}}\right),\quad y=\left({\begin{array}{c}0&0&0\\0&0&1\\0&0&0\end{array}}\right),\quad z=\left({\begin{array}{c}0&0&1\\0&0&0\\0&0&0\end{array}}\right).}
zaś nawias Liego algebry Heisenberga dany jest przez komutator macierzy.
Elementy grupy Liego odpowiadającej tej reprezentacji algebry Liego są macierzami górnotrójkątnymi postaci:
{\displaystyle \left({\begin{array}{c}1&a&c\\0&1&b\\0&0&1\end{array}}\right)}
gdzie a, b, c są liczbami rzeczywisrymi; macierz tę można otrzymać mnożąc przez siebie eksponenty macierzy {\displaystyle ax,} {\displaystyle by} oraz {\displaystyle cz} (utworzonych z generatorów), tj.
{\displaystyle \left({\begin{array}{c}1&a&c\\0&1&b\\0&0&1\end{array}}\right)=e^{by}e^{cz}e^{ax}}
Uwaga: Ważna jest tu kolejność mnożenia eksponentów {\displaystyle e^{by},e^{cz},e^{ax},} gdyż przedstawiają one macierze, których iloczyn na ogół nie jest przemienny.

### Algebra translacji w przestrzeni trójwymiarowej
Grupa translacji w przestrzeni trójwymiarowej ma trzy generatory {\displaystyle X,Y,Z,} które pozwalają generować translacje odpowiednio w kierunku osi {\displaystyle Ox,} {\displaystyle Oy} i {\displaystyle Oz.} Generatory te tworzą algebrę Liego o komutatorach:
{\displaystyle [X,Y]=[Y,Z]=[Z,X]=0.}
Jest to więc algebra przemienna.

### Algebra so(3) grupy obrotów
(1) Grupa obrotów {\displaystyle SO(3)} w przestrzeni trójwymiarowej ma trzy generatory {\displaystyle T^{1},} {\displaystyle T^{2},} {\displaystyle T^{3},} które pozwalają generować obroty odpowiednio wokół osi {\displaystyle Ox,} {\displaystyle Oy} i {\displaystyle Oz,} tj.
{\displaystyle T^{1}={\begin{bmatrix}0&0&0\\0&0&-i\\0&i&0\end{bmatrix}},\ T^{2}={\begin{bmatrix}0&0&i\\0&0&0\\-i&0&0\end{bmatrix}},\ T^{3}={\begin{bmatrix}0&-i&0\\i&0&0\\0&0&0\end{bmatrix}}.}
Generatory te tworzą bazę algebry Liego {\displaystyle so(3).}
Komutatory generatorów mają wartości
{\displaystyle [T^{1},T^{2}]=iT^{3},}
{\displaystyle [T^{2},T^{3}]=iT^{1},}
{\displaystyle [T^{3},T^{1}]=iT^{2},}
tj.
{\displaystyle [T^{a},T^{b}]=i\sum _{c=1}^{3}\epsilon _{abc}\,T^{c},\quad a,b=1,2,3}
Wynika stąd, że stałe struktury algebry {\displaystyle so(3)} określone są przez symbol Leviego-Civity
{\displaystyle f_{abc}\equiv \epsilon _{abc},\quad abc=1,2,3}
(2) Dowolny element grupy obrotów {\displaystyle SO(3)} można otrzymać za pomocą eksponenty:
{\displaystyle R(\phi _{1},\phi _{2},\phi _{3})=\exp {\left[i\sum _{a=1}^{3}\phi _{a}T^{a}\right]}}
gdzie {\displaystyle \phi _{1},\phi _{2},\phi _{3}} – parametry obrotu.

### Algebrasu(2){\displaystyle {\text{su}}(2)}
(1) Algebra {\displaystyle {\text{su}}(2)} to 3-wymiarowa algebra, reprezentowana za pomocą bezśladowych macierzy hermitowskich.
(2) Jej bazę dla reprezentacji wyrażonej przez macierze wymiaru {\displaystyle 2\times 2} stanowią np.
{\displaystyle \tau _{1}={\tfrac {1}{2}}\left[{\begin{matrix}0&&1\\1&&0\end{matrix}}\right],} {\displaystyle \tau _{2}={\tfrac {1}{2}}\left[{\begin{matrix}0&&\!\!\!-i\\i&&0\end{matrix}}\right],} {\displaystyle \tau _{3}={\tfrac {1}{2}}\left[{\begin{matrix}1&&0\\0&&\!\!\!-1\end{matrix}}\right]}
(są to macierze Pauliego dzielone przez 2).
(3) Związki komutacyjne pomiędzy generatorami
{\displaystyle [\tau _{a},\tau _{b}]=i\sum _{c}\,\epsilon _{abc}\,\tau _{c}}
określają stałe struktury algebry {\displaystyle {\text{su}}(2)}
{\displaystyle f_{abc}\equiv \epsilon _{abc},\quad abc=1,2,3}
(4) Algebra ta generuje grupę Liego SU(2) specjalnych macierzy unitarnych. Przy czym macierze unitarne grupy {\displaystyle {\text{SU}}(2)} wymiaru {\displaystyle n\times n} otrzymuje się za pomocą eksponenty:
{\displaystyle SU(\phi _{1},\phi _{2},\phi _{3})=\exp {\left[i\sum _{a=1}^{3}\phi _{a}G^{a}\right]}}
gdzie:
- {\displaystyle \phi _{1},\phi _{2},\phi _{3}} – parametry
- {\displaystyle G_{1},G_{2},G_{3}} – generatory, macierze wymiaru {\displaystyle n\times n,} tworzące bazę algebry su(2); jedną z reprezentacji tworzą macierze proporcjonalne do macierzy operatora spinu o liczbie s, takiej że 2s+1=n.

(5) Widać, że stałe struktury algebry su(2) są identyczne jak dla algebry so(3) grupy obrotów w przestrzeni 3-wymiarowej. Algebra su(2) stanowi więc tzw. algebrę nakrywającą grupy obrotów, przy czym każdej macierzy obrotu odpowiadają wzajemnie jednoznacznie dwie macierze generowane przez su(2).